# Luciano Sassi
Luciano Sassi (Milano, 20 settembre 1931 – 22 giugno 2011) è stato un allenatore di calcio e calciatore italiano, di ruolo centrocampista.

## Carriera
Di ruolo ala, giocò per molte stagioni nel Legnano, col quale disputò due campionati di Serie A e quattro di Serie B. In carriera ha totalizzato complessivamente 17 presenze e 5 reti in Serie A e 98 presenze e 3 reti in Serie B, centrando due promozioni in massima serie (stagioni 1950-1951 e 1952-1953).
Allenò anche i lilla in più occasioni nelle serie inferiori.